# NGC 7134
NGC 7134 é um asterismo na direção da constelação de Capricornus. O objeto foi descoberto pelo astrônomo Christian Peters em 1860, usando um telescópio refrator com abertura de 13,5 polegadas. 